# Denys Demjankow
Denys Serhijowycz Demjankow (ukr. Денис Демьянков; ur. 25 czerwca 1988) – ukraiński zapaśnik walczący w stylu klasycznym. Dziewiąty na mistrzostwach świata w 2017. Ósmy na mistrzostwach Europy w 2016. Piąty na igrzyskach europejskich w 2015. Brązowy medalista igrzysk wojskowych w 2015 i mistrzostw świata wojskowych w 2010. Mistrz Ukrainy w 2016 roku.